# At-Tali'a
at-Taliʿa (arabisch الطليعة at-Talīʿa, DMG aṭ-Ṭalīʿa, oft auch al Talia) ist ein syrischer Sportverein aus der Stadt Hama. Aktuell spielt die Herren-Fußballmannschaft in der höchsten Liga des Landes, der Syrischen Profiliga. Seine Heimspiele trägt die Mannschaft im al-Baladi-Stadion aus. Gegründet wurde der Verein 1941.
Der größte Erfolg war das Erreichen des Pokalfinales 2007, wo man dem amtierenden Meister al-Karama mit 1:2 unterlag. Die höchste Ligaplatzierung datiert ebenfalls aus dem Jahr 2007: Man beendete die Meisterschaft auf Platz 3.

## Erfolge
- Syrischer Pokalfinalist: 2007, 2019[1]